# Ibéyise Pacheco
Ibéyise Pacheco   (Caracas, 29 de gener de 1961) és una periodista i escriptora veneçolana especialitzada en periodisme d'investigació, que també s'ha lligat a la política a l'identificar-se com a forta detractora dels governs d'Hugo Chávez i Nicolás Maduro.

## Biografia

### Carrera
Als 25 anys, Ibéyise Pacheco va estudiar a la Universitat Central de Veneçuela com a llicenciada en comunicació social. Durant aquella època, Ibéyise també es va interessar per la literatura, i va guanyar una beca de narrativa al Centre d'Estudis Llatinoamericans Rómulo Gallegos (Celarg). Sent estudiant va treballar a El Universal com a correctora de proves i al canal RCTV com dialoguista de diverses telenovel·les.
El 1986, després de la seva graduació, va iniciar la seva carrera professional treballant per a El Diario de Caracas, on va exercir com a periodista d'investigació. La cobertura i publicació del seu primer cas anomenat Los Pozos de la muerte, que va tractar sobre el registre i troballa dels cossos de persones desaparegudes en mans de funcionaris policials en l'estat de Zulia, va tenir gran repercussió internacional, i la va posicionar com un dels noms més coneguts en el gremi.
L'any 1988, Pacheco va ser guardonada amb el Premi Nacional de Periodisme, menció investigació, per un treball anomenat Manzopol sobre denúncies d'extorsió i narcotràfic relacionades amb la policia. Aquesta investigació va ocasionar que per llavors el ministre de Justícia, José Manzo González, renunciés al seu càrrec.
Ibéyise Pacheco també es va exercir com redactora en cap a El Nacional i directora del diari Así es la noticia. També va participar en programes de ràdio en les emissores Ràdio Veneçuela, Kyss i Mágica, i en la televisió amb el programa En Privado transmès per Venevisión.
L'any 2006 desenvolupa la seva faceta d'escriptora al publicar el seu primer llibre anomenat Bajo la sotana. ¡Las Confesiones del Padre Pablo!. Després, el 2011, surt a la venda la seva obra més famosa Sangre en el Diván: el extraordinario caso del doctor Chirinos. També escriu El Grito Ignorado (2012), Las muñecas de la corona: Los crímenes y la perversión del chavismo en el poder (2017) i Los Hermanos siniestros (2020).
Actualment es manté activa publicant opinions a través de les seves xarxes socials i té un espai d'anàlisi sobre el panorama polític i social de Veneçuela anomenat 3 minutos con La Pacheco que es transmet setmanalment per NTN24.

### Enfrontaments amb el govern
Des que es va instaurar el Govern d'Hugo Chávez, Pacheco va generar molèsties als personatges polítics del moment. Va ser objecte de persecució política pels seus comentaris i investigacions, i ha enfrontat 17 procediments judicials.
L'assenyalament en contra també s'ha donat en el Govern de Nicolás Maduro. En reiterades ocasions ha denunciat a través de les seves xarxes socials ser víctima d'atacs per part dels que estan al poder, com ara la violació domiciliària de la seva casa de Colinas de Bello Monte i la intervenció del seu compte oficial a Twitter.
Pacheco ha catalogat el Govern del president Maduro com una dictadura que cerca amagar notícies d'interès, per això ha insistit en impulsar el periodisme digne i responsable que porti informació veraç i oportuna als veneçolans.

### Atemptat
Mentre Pacheco dirigia el diari Así es la noticia, i després que ella publiqués junt amb les periodistes Marta Colomina, Patricia Poleo i Marianella Salazar un vídeo de converses entre l'Exèrcit de Veneçuela i les FARC de Colòmbia, la seu del diari va ser atacada amb explosius. La Cort Interamericana de Drets Humans es va pronunciar sobre el cas dos mesos després i va dictar mesures de protecció per al grup.

## Llibres publicats
- Bajo la Sotana. ¡Las Confesiones del Padre Pablo!: El seu primer llibre publicat el 2006 per l'editorial d'El Nacional. Va ser escrit després de concretar diverses entrevistes gravades amb l'exsacerdot Pablo Hernández, i en ell Pacheco tracta assumptes del món eclesiàstic a partir del que va revelar Hernández.[7]
- Sangre en el Diván: El extraordinario caso del doctor Chirinos: Aquesta és l'obra més famosa d'Ibéyise Pacheco. En aquest llibre relata la història i investigació de la mort de Roxana Vargas, estudiant de periodisme, qui és atesa pel reconegut psiquiatre Edmundo Chirinos que acaba per abusar sexualment de la seva pacient fins que va morir. Aquest cas va tenir gran repercussió en l'opinió pública de país perquè el llavors president Hugo Chávez era pacient de doctor Chirinos.[8] El gran interès dels veneçolans en aquest cas va portar a l'escriptora a adaptar el llibre a guió de teatre en forma de monòleg. L'obra teatral se centra en el capítol «El Deliri» i ha arribat a més de cent funcions al Centre Cultural BOD de Caracas; també ha estat presentada en diversos estats de l'interior de país i internacionalment a Miami i Panamà.[9] El 2015 el canal Venevisión Plus va estrenar una producció dramàtica basada en aquest llibre.[10]
- El grito ignorado: En aquest llibre Pacheco recull informació sobre el cas d'un nen que va ser assassinat a Guanare, estat de Portuguesa,[1] després de rebre durant anys abusos i maltractaments per part de la seva família. La notícia, la sensibilitat i l'esdeveniment van ser els factors que van portar a la periodista a relatar la història, enfocant-se en la recollida de les dades sobre el delicte i fent un perfil psicològic dels agressors de l'infant.[11] Amb aquest llibre, l'escriptora i periodista va fer fortes crítiques vers als organismes públics de protecció a menors que no van actuar d'acord amb les lleis que estan estipulades en el paper. També va fer èmfasi en la passivitat de la societat veneçolana davant les situacions de maltractament.[12]
- Demente criminal: Amb aquesta publicació, Ibéyise Pacheco va entrar al mercat estatunidenc. Dement criminal és una nova edició de Sangre en el Diván, disponible internacionalment.[13]
- Las muñecas de la corona: Los crímenes y la perversión del chavismo en el poder: És una narració carregada de suspens en mig d'escàndols i il·legalitats que exposen un període de gairebé dues dècades a Veneçuela.[14]
- Los hermanos siniestros: Mostra el rostre dantesc de torturadors, dictadors, violadors, murris i canalles que operen a Veneçuela.[15]